# 최원명
최원명(1994년 1월 6일 ~ )은 대한민국의 배우이다.

## 출연작

### 드라마
- 2015년 MBC 일일드라마 《위대한 조강지처》 - 나민규 역
- 2015년 SBS 일일드라마 《마녀의 성》 - 강훈남 역
- 2017년 웹드라마 《사당보다 먼 의정부보다 가까운 시즌 2》 - 남사랑 역
- 2018년 웹드라마 《에이틴》 - 최원명 역 (특별출연)
- 2018년 SBS 월화드라마 《기름진 멜로》 - 양강호 역
- 2021년 웹드라마 《팽》 - 피정원 역
- 2023년 TVING 《사장돌 마트》 - 은영민 역
- 2023년 채널 A 《남과 여》 - 안시후 역

## 예능
- 2015년 JTBC 《크라임씬 2》
- 2017년 tvn 《모두의 연애》
- 2018년 ~ 2019년 KBS2 《뮤직뱅크》 - 고정 MC (2018년 6월 15일 ~ 2019년 6월28일)

## 뮤지컬
- 2014년 《총각네 야채가게》 - 손지환 역

## 수상 및 후보
| 연도 | 시상식       | 부문                    | 작품     | 결과 |
| ---- | ------------ | ----------------------- | -------- | ---- |
| 2018 | KBS 연예대상 | 토크&쇼부문 남자 신인상 | 뮤직뱅크 | 수상 |